# Vaixell de Gokstad
El Vaixell de Gokstad és un vaixell viking de finals del s. IX trobat en un vaixell funerari sota un túmul a la granja de Gokstad a Sandar, Sandefjord, Vestfold, Noruega. El vaixell, l'excavà al 1880 Nicolay Nicolaysen.

## El vaixell
El vaixell de Gokstad és format per taules clavades, quasi totes de roure. Té 24 m d'eslora i 5 m de màniga. És el vaixell més ampli de tots els exposats al Museu de Vaixells vikings d'Oslo. Es feu per ser propulsat per 32 remers, i els buits que servien per al pas dels rems podien ser tapats en el moment de navegar a la vela. Emprava una vela d'una superfície aproximada de 110 m² que podia fer anar l'embarcació a una velocitat de 12 nusos. Quan es trobava en aigües poc profundes, el timó es podia alçar, amb la finalitat que no sofrira danys.
L'anàlisi de dendrocronologia suggereix que el vaixell de Gokstad es construí amb troncs talats al voltant de l'any 890.
S'ha demostrat que el vaixell fou dissenyat per a la mar. Una rèplica en travessà l'Atlàntic des de Bergen per ser mostrat en l'Exposició Mundial Colombina de Chicago de 1893. Una altra rèplica, el Gaia, té com a port actual la ciutat de Sandefjord.

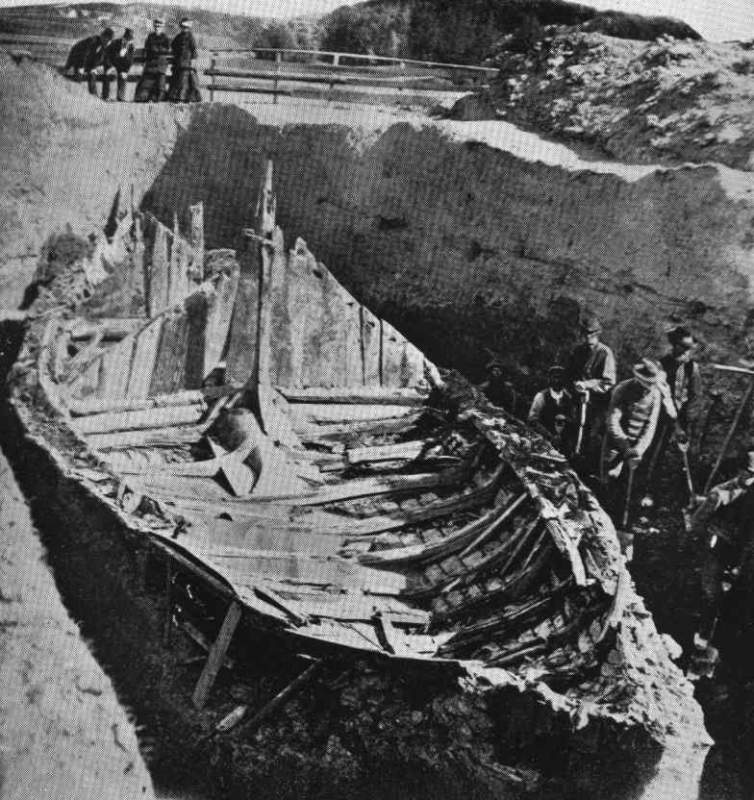
Les excavacions del Vaixell de Gokstad, al 1880

## L'esquelet
Durant les excavacions, es descobrí l'esquelet d'un home de 50 a 70 anys. Les restes eren sobre un llit cavat en un tronc. Tot i que la identitat del difunt és desconeguda, s'ha suggerit que fos Olaf Geirstad-Alf, un rei de Vestfold. Pertanyia a la casa d'Yngling i va morir en aquella època segons Heimskringla.

## Els objectes
A part de l'embarcació principal, s'han trobat tres petits vaixells, així com una tenda, un trineu i els arreus d'un cavall. Se suposa que el monticle, el profanaren en temps remots, perquè en les excavacions no s'ha trobat cap objecte d'argent o or. En el període viking, les armes eren considerades molt importants en la tomba d'un home. En el cas del vaixell de Gokstad, no s'ha trobat cap arma, i això indueix a pensar que en foren robades per saquejadors.

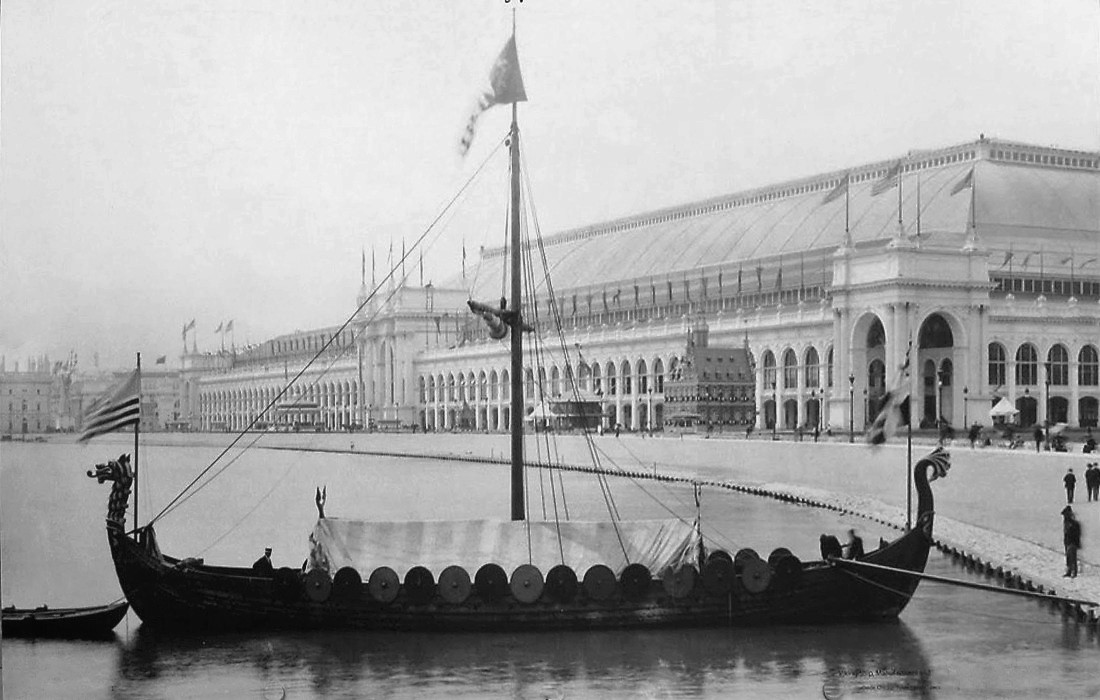
La rèplica del Vaixell de Gokstad, en l'Exposició Mundial Colombina de Chicago